# Campeonato Paraguayo de Fútbol Femenino 2016
El Campeonato Paraguayo de Fútbol Femenino 2016 fue el decimoséptimo campeonato oficial de Primera División de la rama femenina de la Asociación Paraguaya de Fútbol (APF).
El equipo campeón clasificó a la Copa Libertadores Femenina 2018.

## Sistema de competición
Se juegan dos torneos al año (Torneo Apertura y Torneo Clausura). Cada torneo consta de una rueda de 9 fechas para la etapa de clasificación, de la que accederán a la fase semifinal los primeros cuatro equipos mejor posicionados, para las llaves de semifinales se enfrentarán el 1º vs 4º y el 2º vs 3º en partidos de ida y vuelta, los ganadores pasan a la final que se jugará a un solo partido en cancha neutral.
Al final del año, juegan para definir al campeón absoluto de la temporada, los campeones de cada torneo (Apertura y Clausura), en partidos ida y vuelta. Si un mismo club gana ambos torneos, se consagra automáticamente campeón absoluto de la temporada.

## Equipos
| Equipo                                                      | Ciudad      | Departamento     | Estadio                       |
| ----------------------------------------------------------- | ----------- | ---------------- | ----------------------------- |
| Derecho UNA                                                 | Asunción    | Distrito Capital | Cancha Veterinaria UNA        |
| Sportivo Luqueño                                            | Luque       | Central          | Cancha Villa Elena            |
| Archivo:Logo de la Universidad Autónoma de Asunción.jpg UAA | Asunción    | Distrito Capital | Campus de Lambaré             |
| Archivo:Sportivo Limpeño.png Sportivo Limpeño               | Limpio      | Central          | Cancha Optaciano Gómez        |
| Olimpia                                                     | Asunción    | Distrito Capital | Parque Guasu                  |
| Deportivo Capiatá                                           | Capiatá     | Central          | Cancha Silvio Pettirossi      |
| Cerro Porteño                                               | Asunción    | Distrito Capital | Cancha Adriano Irala          |
| 12 de Octubre                                               | Itauguá     | Central          | Sede Social del 12 de Octubre |
| Archivo:Humaitá F.B.C.png Humaitá                           | Humaitá     | Ñeembucú         | Pioneros de Corumba Cue       |
| Sportivo San Lorenzo                                        | San Lorenzo | Central          | Cancha Gunther Vogel          |

## Apertura
| Pos | Equipo            | J  | G  | E  | P  | GF | GC | Dif | Pts | Calificación o descenso |
| --- | ----------------- | -- | -- | -- | -- | -- | -- | --- | --- | ----------------------- |
| 01. | Olimpia           | 00 | 00 | 00 | 00 | 00 | 00 | +0  | 00  | Semifinales             |
| 02. | Cerro Porteño     | 00 | 00 | 00 | 00 | 00 | 00 | +0  | 00  | Semifinales             |
| 03. | Deportivo Capiatá | 00 | 00 | 00 | 00 | 00 | 00 | +0  | 00  | Semifinales             |
| 04. | Sportivo Limpeño  | 00 | 00 | 00 | 00 | 00 | 00 | +0  | 00  | Semifinales             |
| 05. | Humaitá           | 00 | 00 | 00 | 00 | 00 | 00 | +0  | 00  |                         |
| 06. | UAA               | 00 | 00 | 00 | 00 | 00 | 00 | +0  | 00  |                         |
| 07. | Sportivo Luqueño  | 00 | 00 | 00 | 00 | 00 | 00 | +0  | 00  |                         |
| 08. | 12 de Octubre     | 00 | 00 | 00 | 00 | 00 | 00 | +0  | 00  |                         |
| 09. | Derecho UNA       | 00 | 00 | 00 | 00 | 00 | 00 | +0  | 00  |                         |
| 10. | San Lorenzo       | 00 | 00 | 00 | 00 | 00 | 00 | +0  | 00  |                         |

PJ = Partidos jugados; G = Partidos ganados; E = Partidos empatados; P = Partidos perdidos; GF = Goles anotados; GC = Goles recibidos; Dif = Diferencia de goles; Pts = Puntos.

(A) = Avanza a siguiente fase

### Resultados
| Fecha 1          | Fecha 1   | Fecha 1       | Fecha 1 | Fecha 1 | Fecha 1 |
| Local            | Resultado | Visitante     | Estadio | Fecha   | Hora    |
| ---------------- | --------- | ------------- | ------- | ------- | ------- |
| UAA              |           | Capiatá       |         |         |         |
| Sportivo Luqueño |           | Cerro Porteño |         |         |         |
| Limpeño          |           | Olimpia       |         |         |         |
| San Lorenzo      |           | Humaitá       |         |         |         |
| Derecho UNA      |           | 12 de Octubre |         |         |         |

| Fecha 2       | Fecha 2   | Fecha 2     | Fecha 2 | Fecha 2 | Fecha 2 |
| Local         | Resultado | Visitante   | Estadio | Fecha   | Hora    |
| ------------- | --------- | ----------- | ------- | ------- | ------- |
| Capiatá       | 9-1       | Luqueño     |         |         |         |
| Limpeño       | 9-0       | San Lorenzo |         |         |         |
| Cerro Porteño | 3-1       | Derecho UNA |         |         |         |
| 12 de Octubre | 0-0       | Humaitá     |         |         |         |
| UAA           | 1-3       | Olimpia     |         |         |         |

| Fecha 3     | Fecha 3   | Fecha 3       | Fecha 3 | Fecha 3 | Fecha 3 |
| Local       | Resultado | Visitante     | Estadio | Fecha   | Hora    |
| ----------- | --------- | ------------- | ------- | ------- | ------- |
| San Lorenzo | 1-5       | 12 de Octubre |         |         |         |
| Derecho UNA | 3-1       | Capiatá       |         |         |         |
| UAA         | 0-4       | Limpeño       |         |         |         |
| Humaitá     | 0-7       | Cerro Porteño |         |         |         |
| Luqueño     | 2-5       | Olimpia       |         |         |         |

| Fecha 4       | Fecha 4   | Fecha 4       | Fecha 4 | Fecha 4 | Fecha 4 |
| Local         | Resultado | Visitante     | Estadio | Fecha   | Hora    |
| ------------- | --------- | ------------- | ------- | ------- | ------- |
| Cerro Porteño | 3-0       | 12 de Octubre |         |         |         |
| Limpeño       | 4-2       | Luqueño       |         |         |         |
| UAA           |           | San Lorenzo   |         |         |         |
| Olimpia       | 1-0       | Derecho UNA   |         |         |         |
| Capiatá       | 7-0       | Humaitá       |         |         |         |

| Fecha 5       | Fecha 5   | Fecha 5       | Fecha 5 | Fecha 5 | Fecha 5 |
| Local         | Resultado | Visitante     | Estadio | Fecha   | Hora    |
| ------------- | --------- | ------------- | ------- | ------- | ------- |
| Derecho UNA   | 0-3       | Limpeño       |         |         |         |
| San Lorenzo   | 0-7       | Cerro Porteño |         |         |         |
| 12 de Octubre | 0-2       | Capiatá       |         |         |         |
| Humaitá       | 0-9       | Olimpia       |         |         |         |
| Luqueño       | 4-4       | UAA           |         |         |         |

| Fecha 6 | Fecha 6   | Fecha 6       | Fecha 6 | Fecha 6 | Fecha 6 |
| Local   | Resultado | Visitante     | Estadio | Fecha   | Hora    |
| ------- | --------- | ------------- | ------- | ------- | ------- |
| Limpeño | 10-0      | Humaitá       |         |         |         |
| Capiatá | 0-1       | Cerro Porteño |         |         |         |
| UAA     | 3-4       | Derecho UNA   |         |         |         |
| Olimpia | 6-0       | 12 de Octubre |         |         |         |
| Luqueño | 11-1      | San Lorenzo   |         |         |         |

| Fecha 7       | Fecha 7   | Fecha 7     | Fecha 7 | Fecha 7 | Fecha 7 |
| Local         | Resultado | Visitante   | Estadio | Fecha   | Hora    |
| ------------- | --------- | ----------- | ------- | ------- | ------- |
| Cerro Porteño | 2-0       | Olimpia     |         |         |         |
| 12 de Octubre | 2-5       | Limpeño     |         |         |         |
| Luqueño       | 5-2       | Derecho UNA |         |         |         |
| San Lorenzo   | 0-4       | Capiatá     |         |         |         |
| Humaitá       | 1-4       | UAA         |         |         |         |

| Fecha 8     | Fecha 8   | Fecha 8       | Fecha 8 | Fecha 8 | Fecha 8 |
| Local       | Resultado | Visitante     | Estadio | Fecha   | Hora    |
| ----------- | --------- | ------------- | ------- | ------- | ------- |
| Limpeño     | 1-1       | Cerro Porteño |         |         |         |
| Olimpia     | 0-0       | Capiatá       |         |         |         |
| UAA         | 3-0       | 12 de Octubre |         |         |         |
| Derecho UNA | 2-1       | San Lorenzo   |         |         |         |
| Luqueño     |           | Humaitá       |         |         |         |

| Fecha 9       | Fecha 9   | Fecha 9   | Fecha 9 | Fecha 9 | Fecha 9 |
| Local         | Resultado | Visitante | Estadio | Fecha   | Hora    |
| ------------- | --------- | --------- | ------- | ------- | ------- |
| San Lorenzo   | 0-4       | Olimpia   |         |         |         |
| 12 de Octubre | 4-1       | Luqueño   |         |         |         |
| Cerro Porteño | 4-0       | UAA       |         |         |         |
| Capiatá       | 1-5       | Limpeño   |         |         |         |
| Derecho UNA   |           | Humaitá   |         |         |         |

### Fase final del Apertura
Para la etapa semifinal clasificaron los cuatro primeros ubicados en la tambla de posiciones. En las llaves, el equipo ubicado en la parte inferior de cada serie actúa de local en el segundo partido.
|  | Semifinales       | Semifinales       | Semifinales   | Semifinales   | Semifinales |   |                  | Final            | Final | Final | Final | Final |  |
|  |                   |                   |               |               |             |   |                  |                  |       |       |       |       |  |
|  |                   |                   |               |               |             |   |                  |                  |       |       |       |       |  |
|  | Deportivo Capiatá | Deportivo Capiatá | 1             | 0             | 1           |   |                  |                  |       |       |       |       |  |
|  | Deportivo Capiatá | Deportivo Capiatá | 1             | 0             | 1           |   |                  |                  |       |       |       |       |  |
|  | Sportivo Limpeño  | Sportivo Limpeño  | 1             | 4             | 4           |   |                  |                  |       |       |       |       |  |
|  | Sportivo Limpeño  | Sportivo Limpeño  | 1             | 4             | 4           |   | Sportivo Limpeño | Sportivo Limpeño | 1     | 0     | 1     |       |  |
|  |                   |                   |               |               |             |   | Sportivo Limpeño | Sportivo Limpeño | 1     | 0     | 1     |       |  |
|  |                   |                   | Cerro Porteño | Cerro Porteño | 2           | 3 | 5                |                  |       |       |       |       |  |
|  | Club Olimpia      | Club Olimpia      | Cerro Porteño | Cerro Porteño | 2           | 3 | 5                | 2                | 0     | 2     |       |       |  |
|  | Club Olimpia      | Club Olimpia      |               |               |             |   |                  | 2                | 0     | 2     |       |       |  |
|  | Cerro Porteño (v) | Cerro Porteño (v) | 1             | 1             | 2           |   |                  |                  |       |       |       |       |  |
|  | Cerro Porteño (v) | Cerro Porteño (v) | 1             | 1             | 2           |   |                  |                  |       |       |       |       |  |
|  |                   |                   |               |               |             |   |                  |                  |       |       |       |       |  |

## Clausura
El torneo clausura comenzó el 13 de agosto.
| Pos | Equipo            | J  | G  | E  | P  | GF | GC | Dif | Pts | Calificación o descenso |
| --- | ----------------- | -- | -- | -- | -- | -- | -- | --- | --- | ----------------------- |
| 01. | Olimpia           | 08 | 06 | 01 | 00 | 20 | 01 | +19 | 22  | Semifinales             |
| 02. | Cerro Porteño     | 08 | 06 | 01 | 01 | 12 | 06 | +6  | 19  | Semifinales             |
| 03. | UAA               | 08 | 06 | 00 | 02 | 16 | 07 | +9  | 18  | Semifinales             |
| 04. | Sportivo Limpeño  | 08 | 05 | 02 | 01 | 28 | 06 | +22 | 17  | Semifinales             |
| 05. | Humaitá           | 08 | 04 | 01 | 03 | 09 | 16 | -6  | 13  |                         |
| 06. | Deportivo Capiatá | 08 | 03 | 01 | 04 | 08 | 08 | +0  | 10  |                         |
| 07. | Sportivo Luqueño  | 08 | 02 | 00 | 06 | 19 | 13 | +6  | 06  |                         |
| 08. | 12 de Octubre     | 08 | 01 | 01 | 06 | 03 | 22 | -19 | 04  |                         |
| 09. | Derecho UNA       | 08 | 01 | 01 | 06 | 01 | 25 | -24 | 04  | Descalificado           |
| 10. | San Lorenzo       | 08 | 01 | 00 | 07 | 04 | 19 | -15 | 03  |                         |

PJ = Partidos jugados; G = Partidos ganados; E = Partidos empatados; P = Partidos perdidos; GF = Goles anotados; GC = Goles recibidos; Dif = Diferencia de goles; Pts = Puntos.

(A) = Avanza a siguiente fase

### Resultados
| Fecha 1       | Fecha 1   | Fecha 1          | Fecha 1 | Fecha 1 | Fecha 1 |
| Local         | Resultado | Visitante        | Estadio | Fecha   | Hora    |
| ------------- | --------- | ---------------- | ------- | ------- | ------- |
| Capiatá       | 0-1       | UAA              |         |         |         |
| Cerro Porteño | 9-1       | Sportivo Luqueño |         |         |         |
| Olimpia       | 3-3       | Limpeño          |         |         |         |
| Humaitá       | 3-0       | San Lorenzo      |         |         |         |
| 12 de Octubre | 0-3       | Derecho UNA      |         |         |         |

| Fecha 2       | Fecha 2   | Fecha 2     | Fecha 2 | Fecha 2 | Fecha 2 |
| Local         | Resultado | Visitante   | Estadio | Fecha   | Hora    |
| ------------- | --------- | ----------- | ------- | ------- | ------- |
| Capiatá       |           | Luqueño     |         |         |         |
| Limpeño       |           | San Lorenzo |         |         |         |
| Cerro Porteño |           | Derecho UNA |         |         |         |
| 12 de Octubre |           | Humaitá     |         |         |         |
| UAA           |           | Olimpia     |         |         |         |

| Fecha 3       | Fecha 3   | Fecha 3     | Fecha 3 | Fecha 3 | Fecha 3 |
| Local         | Resultado | Visitante   | Estadio | Fecha   | Hora    |
| ------------- | --------- | ----------- | ------- | ------- | ------- |
| 12 de Octubre | 3-0       | San Lorenzo |         |         |         |
| Capiatá       | 1-1       | Derecho UNA |         |         |         |
| Limpeño       | 0-1       | UAA         |         |         |         |
| Cerro Porteño | 7-0       | Humaitá     |         |         |         |
| Olimpia       | 4-1       | Luqueño     |         |         |         |

| Fecha 4       | Fecha 4   | Fecha 4       | Fecha 4 | Fecha 4 | Fecha 4 |
| Local         | Resultado | Visitante     | Estadio | Fecha   | Hora    |
| ------------- | --------- | ------------- | ------- | ------- | ------- |
| 12 de Octubre | 1-3       | Cerro Porteño |         |         |         |
| Luqueño       | 2-5       | Limpeño       |         |         |         |
| San Lorenzo   | 0-4       | UAA           |         |         |         |
| Derecho UNA   | 0-8       | Olimpia       |         |         |         |
| Humaitá       | 1-0       | Capiatá       |         |         |         |

| Fecha 5       | Fecha 5   | Fecha 5       | Fecha 5 | Fecha 5 | Fecha 5 |
| Local         | Resultado | Visitante     | Estadio | Fecha   | Hora    |
| ------------- | --------- | ------------- | ------- | ------- | ------- |
| Limpeño       | 3-0 (w/o) | Derecho UNA   |         |         |         |
| Cerro Porteño | 5-0       | San Lorenzo   |         |         |         |
| Capiatá       | 3-0       | 12 de Octubre |         |         |         |
| Olimpia       | 7-0       | Humaitá       |         |         |         |
| UAA           | 3-2       | Luqueño       |         |         |         |

| Fecha 6       | Fecha 6   | Fecha 6   | Fecha 6 | Fecha 6 | Fecha 6 |
| Local         | Resultado | Visitante | Estadio | Fecha   | Hora    |
| ------------- | --------- | --------- | ------- | ------- | ------- |
| Humaitá       | 1-6       | Limpeño   |         |         |         |
| Cerro Porteño | 2-1       | Capiatá   |         |         |         |
| Derecho UNA   | 1-3       | UAA       |         |         |         |
| 12 de Octubre | P-G       | Olimpia   |         |         |         |
| San Lorenzo   | 1-6       | Luqueño   |         |         |         |

| Fecha 7     | Fecha 7   | Fecha 7       | Fecha 7 | Fecha 7 | Fecha 7 |
| Local       | Resultado | Visitante     | Estadio | Fecha   | Hora    |
| ----------- | --------- | ------------- | ------- | ------- | ------- |
| Olimpia     | 2-1       | Cerro Porteño |         |         |         |
| Limpeño     | 12-1      | 12 de Octubre |         |         |         |
| Derecho UNA | 0-8       | Luqueño       |         |         |         |
| Capiatá     | 4-0       | San Lorenzo   |         |         |         |
| UAA         | 2-3       | Humaitá       |         |         |         |

| Fecha 8       | Fecha 8   | Fecha 8     | Fecha 8 | Fecha 8 | Fecha 8 |
| Local         | Resultado | Visitante   | Estadio | Fecha   | Hora    |
| ------------- | --------- | ----------- | ------- | ------- | ------- |
| Cerro Porteño | 2-2       | Limpeño     |         |         |         |
| Capiatá       | 0-5       | Olimpia     |         |         |         |
| 12 de Octubre | 1-4       | UAA         |         |         |         |
| Humaitá       | 4-1       | Luqueño     |         |         |         |
| San Lorenzo   | 3-0 (w/o) | Derecho UNA |         |         |         |

| Fecha 9 | Fecha 9   | Fecha 9       | Fecha 9 | Fecha 9 | Fecha 9 |
| Local   | Resultado | Visitante     | Estadio | Fecha   | Hora    |
| ------- | --------- | ------------- | ------- | ------- | ------- |
| Olimpia |           | San Lorenzo   |         |         |         |
| Luqueño |           | 12 de Octubre |         |         |         |
| UAA     |           | Cerro Porteño |         |         |         |
| Limpeño |           | Capiatá       |         |         |         |
| Humaitá |           | Derecho UNA   |         |         |         |

### Fase final del Clausura
Para la etapa semifinal clasificaron los cuatro primeros ubicados en la tabla de posiciones. En las llaves, el equipo ubicado en la parte inferior de cada serie actúa de local en el segundo partido.
|  | Semifinales      | Semifinales      | Semifinales      | Semifinales      | Semifinales |   |              | Final        | Final | Final | Final | Final |  |
|  |                  |                  |                  |                  |             |   |              |              |       |       |       |       |  |
|  |                  |                  |                  |                  |             |   |              |              |       |       |       |       |  |
|  | Sportivo Limpeño | Sportivo Limpeño | 1                | 3                | 4           |   |              |              |       |       |       |       |  |
|  | Sportivo Limpeño | Sportivo Limpeño | 1                | 3                | 4           |   |              |              |       |       |       |       |  |
|  | Cerro Porteño    | Cerro Porteño    | 0                | 0                | 0           |   |              |              |       |       |       |       |  |
|  | Cerro Porteño    | Cerro Porteño    | 0                | 0                | 0           |   | Club Olimpia | Club Olimpia | 0     | 1     | 1     |       |  |
|  |                  |                  |                  |                  |             |   | Club Olimpia | Club Olimpia | 0     | 1     | 1     |       |  |
|  |                  |                  | Sportivo Limpeño | Sportivo Limpeño | 4           | 2 | 6            |              |       |       |       |       |  |
|  | UAA              | UAA              | Sportivo Limpeño | Sportivo Limpeño | 4           | 2 | 6            | 1            | 2     | 3     |       |       |  |
|  | UAA              | UAA              |                  |                  |             |   |              | 1            | 2     | 3     |       |       |  |
|  | Club Olimpia     | Club Olimpia     | 3                | 1                | 4           |   |              |              |       |       |       |       |  |
|  | Club Olimpia     | Club Olimpia     | 3                | 1                | 4           |   |              |              |       |       |       |       |  |
|  |                  |                  |                  |                  |             |   |              |              |       |       |       |       |  |

## Campeonato
Olimpia, monarca del Apertura, y Sportivo Limpeño, ganador del Clausura, se enfrentaron en partidos de ida y vuelta para definir el campeón absoluto de la temporada. Para la serie de campeonato, no se tendrá en cuenta los goles marcados, por lo que, en caso de igualdad en puntos, se definirá el título por la vía de los penales.
|  | Final            |                  |   |  |  |  |
|  |                  |                  |   |  |  |  |
|  | Club Olimpia     | Club Olimpia     | 1 |  |  |  |
|  | Club Olimpia     | Club Olimpia     | 1 |  |  |  |
|  | Sportivo Limpeño | Sportivo Limpeño | 1 |  |  |  |
|  | Sportivo Limpeño | Sportivo Limpeño | 1 |  |  |  |

Nota: No se conoce el resultado del segundo encuentro, pero el Sportivo Limpeño se consagró como campeón absoluto del torneo.